# Seigniorage
Seigniorage-nak (szeniorázs) nevezzük a jegybankoknak a nettó készpénzkibocsátásból és a hitelintézeteknek a központi banknál kamatmentesen, vagy a piaci kamatnál alacsonyabb kamat mellett elhelyezett kötelező tartalékaiból származó jövedelmét.

## Készpénzkibocsátásból származó seigniorage
A jegybankok alapvető funkciója az új bankjegyek és pénzérmék kibocsátása, valamint az elhasználódott, megrongálódott, elavult vagy egyéb okból feleslegessé vált bankjegyek és érmék bevonása. A kettő különbsége, a nettó pénzkibocsátás, a jegybank jövedelme: a bank, felhasználva a pénzkibocsátásra vonatkozó privilégiumát, pénzt hoz forgalomba, amelynek összege növeli a jegybank mérlegének bevételi oldalát. Az így keletkezett bevétel a jegybank készpénzkibocsátásból származó seigniorage-jövedelme. A pénzkibocsátásnak persze van költsége: az érméket és bankjegyeket elő kell állítani, és forgalomba hozatalukig biztonságosan tárolni kell őket. Az ezzel a költséggel csökkentett seigniorage-jövedelem a készpénzkibocsátásból származó, előállítási költségekkel korrigált seigniorage-jövedelem.
A szóban forgó összegek nagyságrendjéről való tájékoztatásul: 2003-ban a Magyar Nemzeti Bank nettó pénzkibocsátása 15,7 milliárd forint volt, míg ennek költsége 4,1 milliárd forint volt. Ebben az évben tehát a központi bank készpénzkibocsátásból származó korrigált seigniorage-jövedelme 11,6 milliárd forint volt.

## Tartalékelhelyezésből származó seigniorage
A központi bankok másik funkciója az, hogy elősegítsék a bankrendszer biztonságát. Ebből a célból a központi bankok jogosultak előírni, hogy a kereskedelmi bankok a központi banknál tartalékokat (pénzt vagy állampapírokat) helyezzenek letétbe. A tartalék mérete függ az egyes pénzintézetek kihelyezéseinek mértékétől és attól, hogy az adott pénzintézetek kihelyezései mennyire kockázatosak. A jegybanknál elhelyezett tartalékok után a jegybank vagy egyáltalán nem fizet kamatot, vagy ha fizet is, kevesebbet, mint amekkora kamatot a jegybank az általa nyújtott hitelekért felszámít. A különbségből származó kamatjövedelem a központi bank tartalékelhelyezésből származó seigniorage-jövedelme: a központi bank, felhasználva azt a privilégiumát, hogy előírhatja a pénzintézetek számára a tartalékelhelyezést, kamatjövedelemhez jut. Ehhez a jövedelemhez kapcsolódnak banküzemi költségek; az ezek levonása után megmaradó haszon a jegybank tartalékelhelyezésből származó korrigált seigniorage-jövedelme.
Tájékoztatásul: 2003-ban a Magyar Nemzeti Bank tartalékelhelyezésből származó seigniorage-jövedelme 103,7 milliárd forint volt, ennek banküzemi költsége 10,7 milliárd forint volt, így a kettő különbségeként a jegybank 93 milliárd forint tartalékelhelyezésből származó korrigált seigniorage-jövedelemre tett szert. A kétféle korrigált seigniorage-jövedelem együttes összege 2003-ban 104,6 milliárd forint volt.

## A név eredete, kiejtése
A szó az ófrancia seignior (hűbérúr) szóból származik. Szokásos magyar kiejtése „szeniorázs”.